# Metate

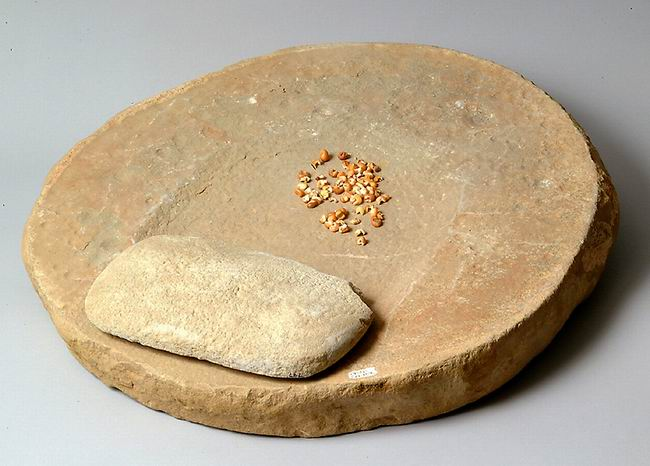
Metate, Mano und Mais

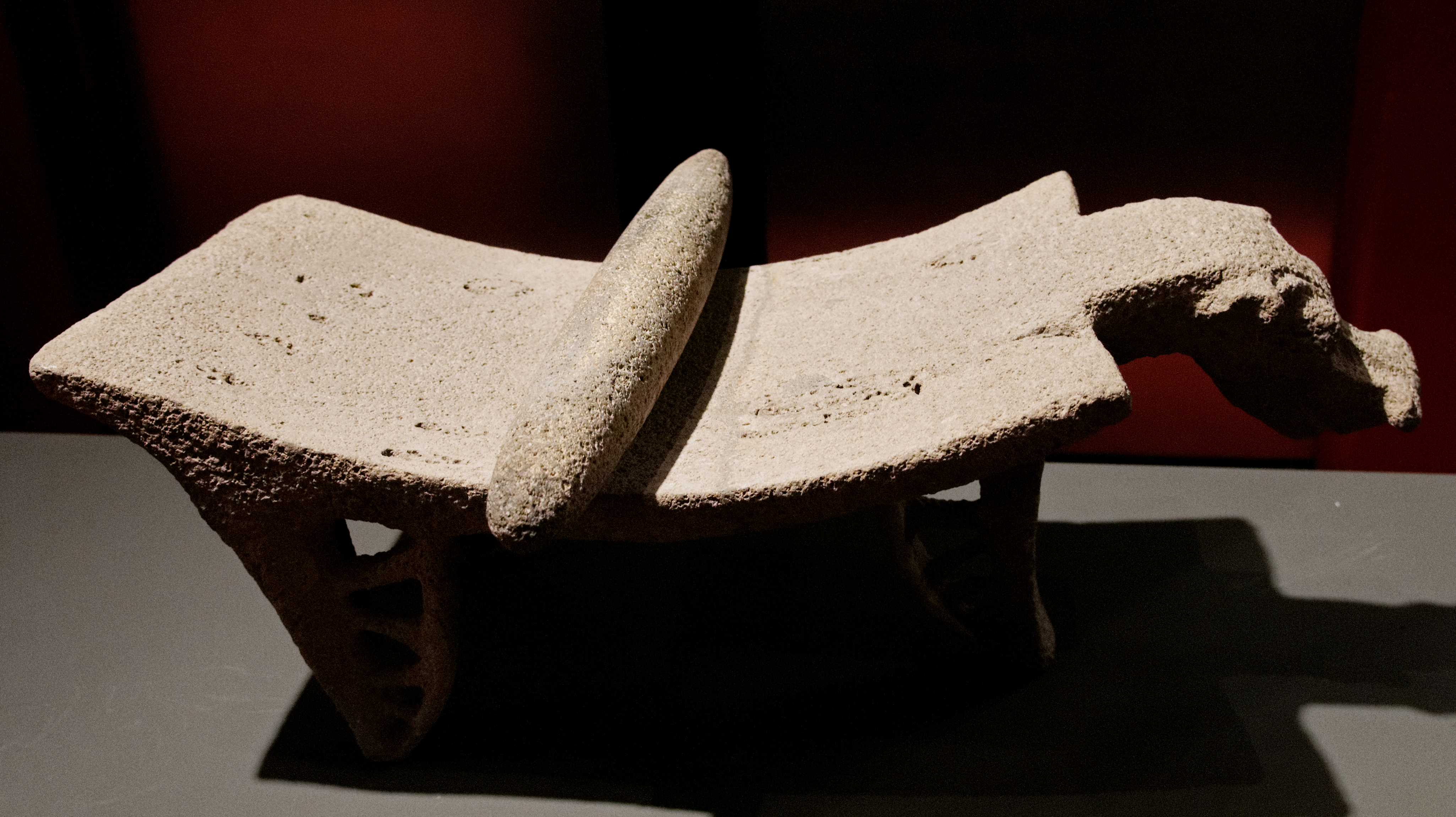
Historischer Metate (Costa Rica)

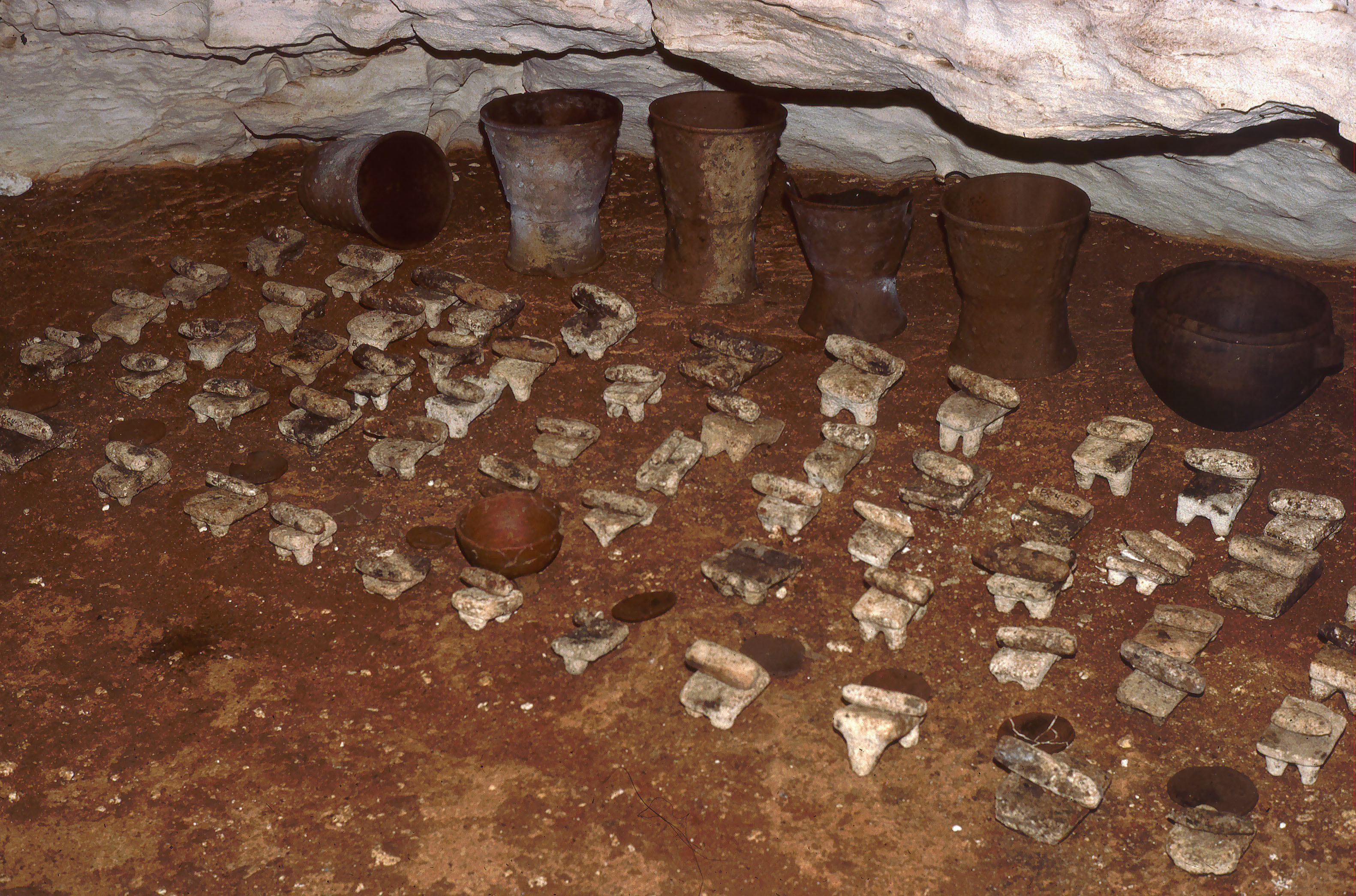
Opfer-Metates in der Höhle von Balancanché (Yucatán)

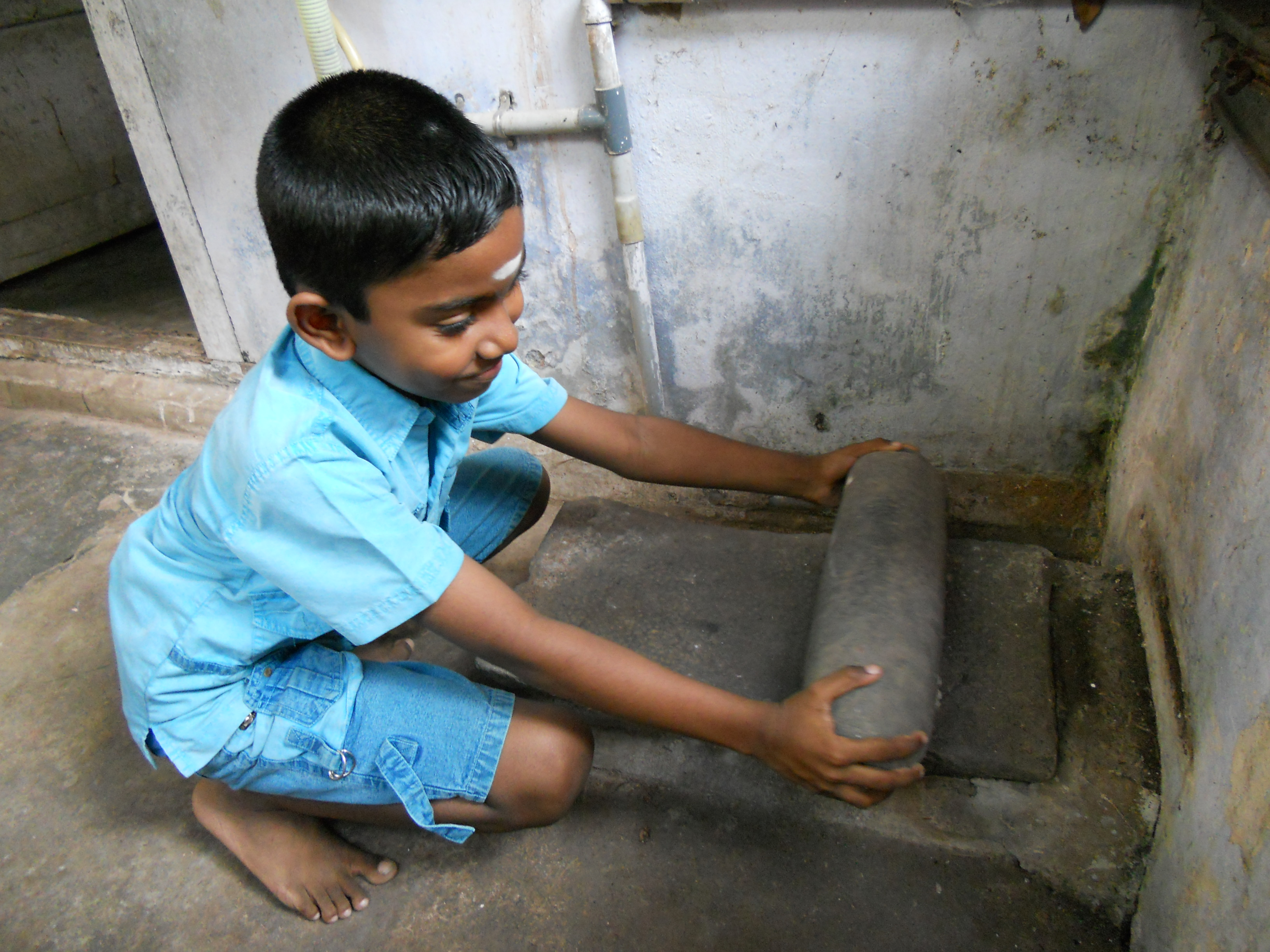
Metate-Benutzung in Indien

Ein Metate (spanisch el metate, von Náhuatl métlatl) ist ein Mahlstein, der von allen mittelamerikanischen Kulturen bis weit ins 20. Jahrhundert hinein benutzt wurde. Er besteht aus einer flachen, meist dreibeinigen Schale oder Reibfläche und dem Mano oder einem walzenförmigen Pistill. Die Reibfläche wurde – je nach Gegend – aus hartem Vulkangestein oder weicherem Kalkstein gefertigt; die Reibsteine bestanden überwiegend aus Vulkangestein, welches z. B. auf der Halbinsel Yucatán von weither importiert werden musste.
Mit Hilfe der metates wurde – unter ständiger Zugabe von ein paar Tropfen Wasser – Mais per Hand gemahlen, welcher unmittelbar anschließend zu Tortillateig (spanisch la masa) zubereitet wurde. Zur Herstellung von Kakao (náhuatl xocolatl) oder den Zutaten für Mole wurden gesonderte metates benutzt.
Es gab auch kleine, speziell für Opferzwecke hergestellte metates, was die enge Verbindung der mesoamerikanischen Religionen und Kulturen zum Grundnahrungsmittel 'Mais' unter Beweis stellt.
Seit der Mitte des 20. Jahrhunderts wurden die Reibsteine durch elektrisch betriebene Mühlen ersetzt, die heute in jedem Dorf zu finden sind und den Frauen eine mühselige Arbeit abnehmen. Heute wird dem Teig etwas Kalk zugesetzt (Nixtamalisation), der früher durch den natürlichen Abrieb der Reibflächen von allein dazukam.